# Josephine Brandell

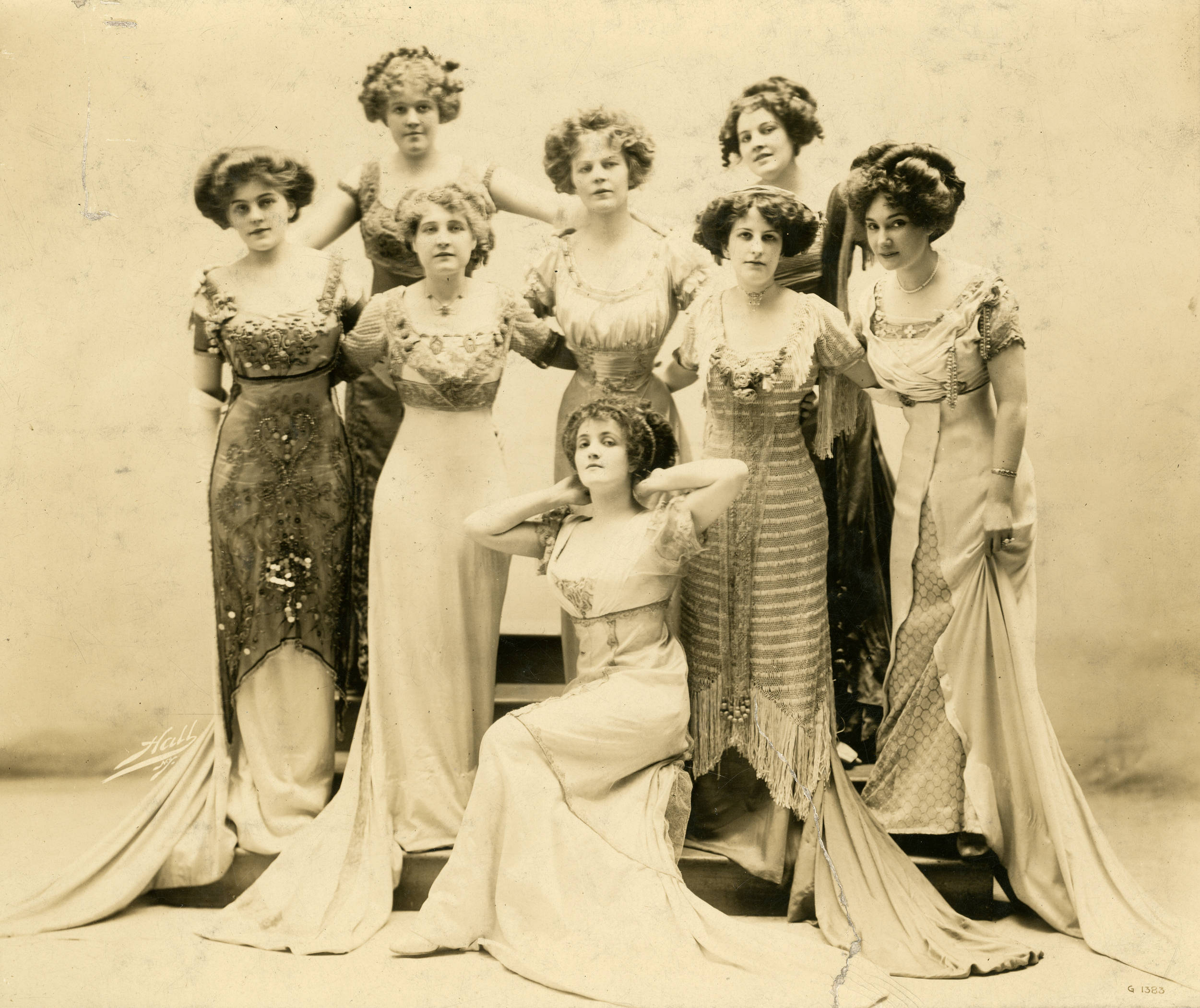
Josephine Brandell in der Komödie The Beauty Spot (sitzend, mittig), 1911.

Josephine Mary Brandell (* 26. November 1891 in Bukarest, Königreich Rumänien als Janetta Kleinberg; † 27. Juni 1977 in New York City, Vereinigte Staaten) war eine US-amerikanisch-britische Musicaldarstellerin und Schauspielerin des frühen 20. Jahrhunderts.

## Leben

### Anfänge
Geboren 1891 im Königreich Rumänien als Tochter des jüdischen Schneiders Fishel „Philip“ Kleinberg und dessen Frau Yetta (geb. Goldstein), wanderte Brandell mit ihrer Familie im Jahr 1900 nach Amerika aus und ließ sich in New York City nieder. Am 15. Februar 1907 heiratete sie 15-jährig den zwölf Jahre älteren Bernard Black Brandeis, ebenfalls aus Rumänien stammend. Die Ehe war nur von kurzer Dauer; das Paar ließ sich im September 1910 scheiden. Nach der Scheidung widmete sich Brandell ihrer Schauspielausbildung.
Ihre erste kleine Rolle hatte Josephine Brandell in der Komödie Night Birds von Johann Strauss. Die Hauptrolle spielte Fritzi Scheff, doch die Zeitungen schrieben nur von der jungen Neuentdeckung. 1914 spielte Brandell ihre erste Hauptrolle in dem Stück Come Over Here, das am Londoner Opera House aufgeführt wurde. Danach ging es mit ihrer Karriere bergauf; sie hatte Engagements in England und am Broadway. Eines ihrer favorisierten Transatlantik-Schiffe war die Lusitania, einer der größten und schnellsten Luxusliner der damaligen Zeit.

### Lusitania
Nachdem Josephine Brandell im Frühjahr 1915 am Broadway gespielt hatte, nahm sie am 1. Mai wieder die Lusitania, um nach London zurückzukehren. Sie wurde von der Ehefrau eines Bekannten, Mabel Crichton, begleitet. Die Schauspielerin wusste von der bestehenden Gefahr, in britischen Hoheitsgewässern von einem U-Boot torpediert zu werden, was sie ängstigte. Am 7. Mai 1915 wurde die Lusitania an der Südküste Irlands von einem deutschen U-Boot torpediert und versenkt; 1.198 Menschen kamen ums Leben. Brandell sollte sich von dieser Tragödie nie vollkommen erholen. Für den Rest ihres Lebens litt sie an den Flashbacks, posttraumatischer Belastungsstörung und Alpträumen.

### Privatleben
Nach dem Lusitania-Zwischenfall schaffte es Brandell nicht, ihre vielversprechende Karriere so erfolgreich weiterzuführen, wie sie begonnen hatte. Sie hatte Konzentrationsschwierigkeiten und konnte sich nicht mehr in andere Charaktere hineinversetzten. Daher trat sie nur noch sporadisch in kleinen Rollen auf und verabschiedete sich langsam und glanzlos von der Schauspielerei.
Am 19. Mai 1920 heiratete sie John Ormiston Lawson-Johnston. Die Ehe war jedoch nicht glücklich und endete in einer Scheidung. Am 1. Juni 1929 ging sie eine dritte Ehe mit dem Militär Captain George John Seymour Repton ein, die harmonisch und glücklich verlief. Während des Zweiten Weltkrieges gründete Brandell die Organisation „The American Friends of Britain“ zur Verständigung zwischen beiden Nationen. Mitten im Krieg, am 10. Mai 1943, starb George Repton völlig unerwartet.
Am 7. Dezember 1945 heiratete Brandell ihren vierten Ehemann, Beresford Cecil Bingham, den 8. Earl of Annesley und 9. Viscount of Glerawly, was ihr den Titel „Gräfin von Annesley“ einbrachte. Nach seinem Tod am 29. Juni 1957 kehrte sie nach New York zurück, wo sie ein unspektakuläres Leben führte und 1977 im Alter von 85 Jahren starb. Sie hat trotz vier Ehen keine Nachkommen.